# Nikolái Loski
Nikolái Onúfriyevich Loski también escrito Lossky o Losski (ruso: Николай Онуфриевич Лосский) (Krāslava, 6 de diciembre de 1870- París, 24 de enero de 1965) fue un filósofo ruso representante del idealismo y del intuitivismo. Nació en Krāslava, provincia del ya disuelto Imperio ruso (actualmente en Letonia), y murió en París en un asilo de ancianos a la edad de 95 años. Fue el padre del también filósofo y teólogo Vladímir Loski

## Biografía
Hijo de Onufri Loski (ortodoxo) y Adelajda Przylenicka (católica). Losski realizó estudios de postgrado en Alemania con los también intelectuales Wilhelm Windelband, Wilhelm Wundt y GE Müller, recibiendo una maestría en 1903 y un doctorado en 1907. De regreso a Rusia, se convirtió en profesor de filosofía de la Universidad de San Petersburgo. Losski despertó un sentimiento crítico del poder soviético, lo cual llevó a su expulsión en el llamado Barco filosófico, junto a Nikolái Berdiáyev y otros intelectuales rusos, en 1922. 
En 1947 Loski tomó un puesto de profesor de teología ortodoxa oriental en la academia eclesiástica rusa de Nueva York (Ortodoxa San Vladímir Seminario Teológico). En 1961, después de la muerte de su hijo, el famoso teólogo ortodoxo Vladímir Loski, Loski fue a Francia, donde vivió cuatro años antes de morir.

## Filosofía
Intuitivismo
Ideólogo de la burguesía y enemigo del poder soviético, junto con otro filósofo ruso, Semión Frank (1877-1950), intento crear el denominado intuitivismo integral, sistema en que se combinan eclécticamente ideas de Platón, de Bergson, de los inmanentistas y la mística de Vladímir Soloviov. Loski ve el objetivo de la filosofía en la elaboración de una teoría sobre el mundo como un todo único. Procuró basar dicha teoría partiendo de la experiencia religiosa y de la doctrina de Dios considerado como agente substancial supratemporal.
Gnoseología
Loski se halla próximo a la escuela filosófica de la inmanencia. Se entra en conocimiento de los objetos mediante la intuición intelectual o mística. Sólo en la esfera del sujeto establece Loski una diferencia entre contenido del saber y el acto del conocimiento, con lo cual no sale del marco del idealismo subjetivo.
Metafísica
Loski como un libertario metafísico enseña que todas las personas tienen la energía increada (Aristóteles) o potencial (Plotino). Esta idea tiene que ver fundamentalmente con la filosofía vitalista de su época. Aunque Loski no se adhirió estrictamente al vitalismo, sino más bien a su precursor Gottfried Leibniz. Loski concibió un sistema metafísico idealista en que juzga el mundo como un todo orgánico, en el que lo real-concreto está implicado íntimamente con las leyes y principios abstractos de los que depende su ordenación.

## Teología
Propone a Dios como agente substancial supratemporal, donde basa su teoría « El mundo como un todo único». Loski también se vio influenciado por el teólogo Orígenes para sus creencias religiosas, sus teorías filosóficas y teológicas.

## Obras
- Historia de la filosofía rusa (1951)
- Fundamentación del intuitivismo (1906)
- El mundo como un todo orgánico (1928)
- Dostoievski y su concepción cristiana de mundo (1945)
- Problemas fundamentales de la gnoseología (1919)
- El valor y la existencia (1935)